# Ao Vivo no Prosa & Canto Festival
Ao Vivo no Prosa & Canto Festival é o sexto álbum ao vivo e quinto registro áudio-visual da banda Resgate, gravado em 2016 na cidade de Anápolis, durante o Prosa & Canto Festival. O projeto é composto por canções em formato acústico, maior parte do que se tornaria o disco No Seu Quintal. A banda chegou a anunciar que lançaria a versão ao vivo num box juntamente com a versão estúdio, no entanto, mudaram os planos por não ficarem satisfeitos com a qualidade do áudio. Por isso, o material em vídeo foi lançado separadamente de forma independente.

## Gravação
Em 2017, o Resgate resolveu trabalhar em um disco inédito. Ao contrário dos anteriores, a banda desejava trabalhar um formato diferente, com um mix de CD+DVD, algo que outros artistas evangélicos da Sony Music Brasil, como Os Arrais (no álbum As Paisagens Conhecidas, 2015) tinham feito. Como base de um trabalho eletroacústico que se transformaria no disco No Seu Quintal, a banda promoveu um show no evento Prosa & Canto Festival, ocorrido em Anápolis, em Goiás. No entanto, a banda ficou insatisfeita com a qualidade do áudio. Nas palavras de Jorge Bruno:
Foi uma doidera nossa, da nossa cabeça, de fazer um disco meio “bipolar”, assim, um pouco acústico, um pouco elétrico. Mas, no fim, nós acabamos abortando essa ideia e nasceu um projeto de parceria com um amigo lá de Anápolis que tem um evento lá chamado Prosa e Canto, e aí surgiu a vontade de gravar lá. Nós falamos: 'Vamos fazer, vamos fazer músicas' e acabamos gravando um eletroacústico.

## Lançamento
Ao Vivo no Prosa & Canto Festival foi lançado de forma independente após o álbum No Seu Quintal. O projeto teve uma divulgação modesta, com venda exclusiva no site do evento.

## Faixas
1. "Una vuelta más"
2. "O Meu Lugar"
3. "História"
4. "Ainda Vou"
5. "Lágrimas"
6. "Por que Você não Sai"
7. "Despertar o Sol"
8. "Te Explicar"
9. "Turn! Turn! Turn!"
10. "5:50 AM"